# Semidalis unicornis
Semidalis unicornis is een insect uit de familie van de dwerggaasvliegen (Coniopterygidae), die tot de orde netvleugeligen (Neuroptera) behoort. 
De wetenschappelijke naam Semidalis unicornis is voor het eerst geldig gepubliceerd door Martin Meinander in 1972.